# Útica
|  | No s'ha de confondre amb Utica. |

|  | Aquest article tracta sobre el jaciment arqueològic del Magreb. Si cerqueu la ciutat moderna, vegeu «Utique». |

Útica fou una ciutat d'Àfrica al nord-oest de Cartago, al districte de Zeugitana, a la desembocadura del riu Bagradas. La ciutat tenia un bon port dins la badia de Cartago, flanquejat a l'oest pel cap Apol·lo. El seu territori era fèrtil i produïa gra, i era també ric en minerals i sal d'alta qualitat.
Els edificis principals de la ciutat eren el temple de Júpiter i el d'Apol·lo; fora de la ciutat, hi havia l'anomenat fòrum de Trajà i el teatre. La tomba i l'estàtua de Cató eren a la vora del mar.
Fou fundada com a colònia per Tir, suposadament 287 anys abans de Cartago, és a dir, vers l'any 1100 aC. El seu nom vol dir 'ancià' o 'noble'. Durant uns segles va mantenir estreta relació amb Tir, però va esdevenir independent. El 509 aC, apareix en un tractat amb Roma com a ciutat independent aliada de Cartago. El 348 aC, en un altre tractat, continuava independent. El 215 aC, en el tractat d'aliança entre Hanníbal i Filip V de Macedònia, Útica és esmentada com a ciutat aliada de Cartago (215 aC), però en els anys següents sembla haver-se desfet de la dependència de Cartago i fou una de les ciutats que es van unir a Agàtocles (309 aC) poc després que aquest desembarqués a Àfrica. L'aliança no va durar i Útica es va revoltar contra el siracusà vers el 307 aC i, encara que fou sotmesa, l'aventura dels grecs es va acabar el 306 aC i Útica va tornar a l'obediència de Cartago.
En la Primera Guerra púnica va romandre fidel a Cartago, però després es va aliar amb les tribus líbies en la Guerra dels mercenaris i va lluitar contra Cartago, però fou derrotada. En la Segona Guerra Púnica era aliada de Cartago i va patir durant la guerra els atacs romans des de Lilibèon, i finalment fou assetjada per Escipió i ocupada el 212 aC. En la Tercera Guerra púnica la ciutat es va sotmetre a Roma de manera separada. Això la va conservar sense destruccions i va poder prosperar sota domini romà, i fou declarada capital de la província (146 aC), residència del governador, i principal centre comercial; el seu port era la principal base dels romans.
Cató el Jove es va suïcidar a Útica després de la derrota de Tapsos el 46 aC. August li va donar el títol de Civitas libera romana i potser també li va donar la immunitat (la ciutat li fou favorable durant la guerra civil, però també la va compensar per haver autoritzat la reconstrucció de Cartago, que el 25 aC tornà a ser la capital provincial). Hadrià la va visitar i va expressar el desig que la ciutat es convertís en colònia romana, i una colònia es va establir a la ciutat rebent així el rang colonial amb el nom de Colonia Julia Aelia Hadriana Augusta Utica.
Septimi Sever li va donar el dret italià (ius italicum). Al segle iii, ja apareixen bisbes a la ciutat (esmentats entre 256 i 684). El primer bisbe esmentat és Aureli, que va participar en el concili de Cartago del 256. El 24 d'agost del 258, uns 153 màrtirs (segons sant Agustí i Prudenci, en foren uns 300) van patir el martiri a la ciutat i són coneguts en conjunt com a Massa candida.
El 439, fou ocupada pel vàndal Genseric.Fou recuperada pels romans d'Orient el 534. El 684, un bisbe de nom Potenci apareix a les llistes de bisbes del concili de Toledo, i és el darrer a ser-ne esmentat. Probablement, s'havia refugiat al Regne visigot per la invasió dels àrabs que van ocupar la ciutat vers el 684 dirigits per un cap de nom Hasan. La ciutat fou recuperada pel patrici Joan, però fou reconquerida pels àrabs i destruïda.
Les seves ruïnes són properes a la petita ciutat de Duar (al costat de Bu Chateur i no lluny de Porto Farina o Ghar El Melh). S'han descobert les ruïnes de diversos edificis i temples, cisternes, la casa del senat i d'altres, i gran nombre d'estàtues, la major part de les quals són al Museu de Leyden.

## Fotos

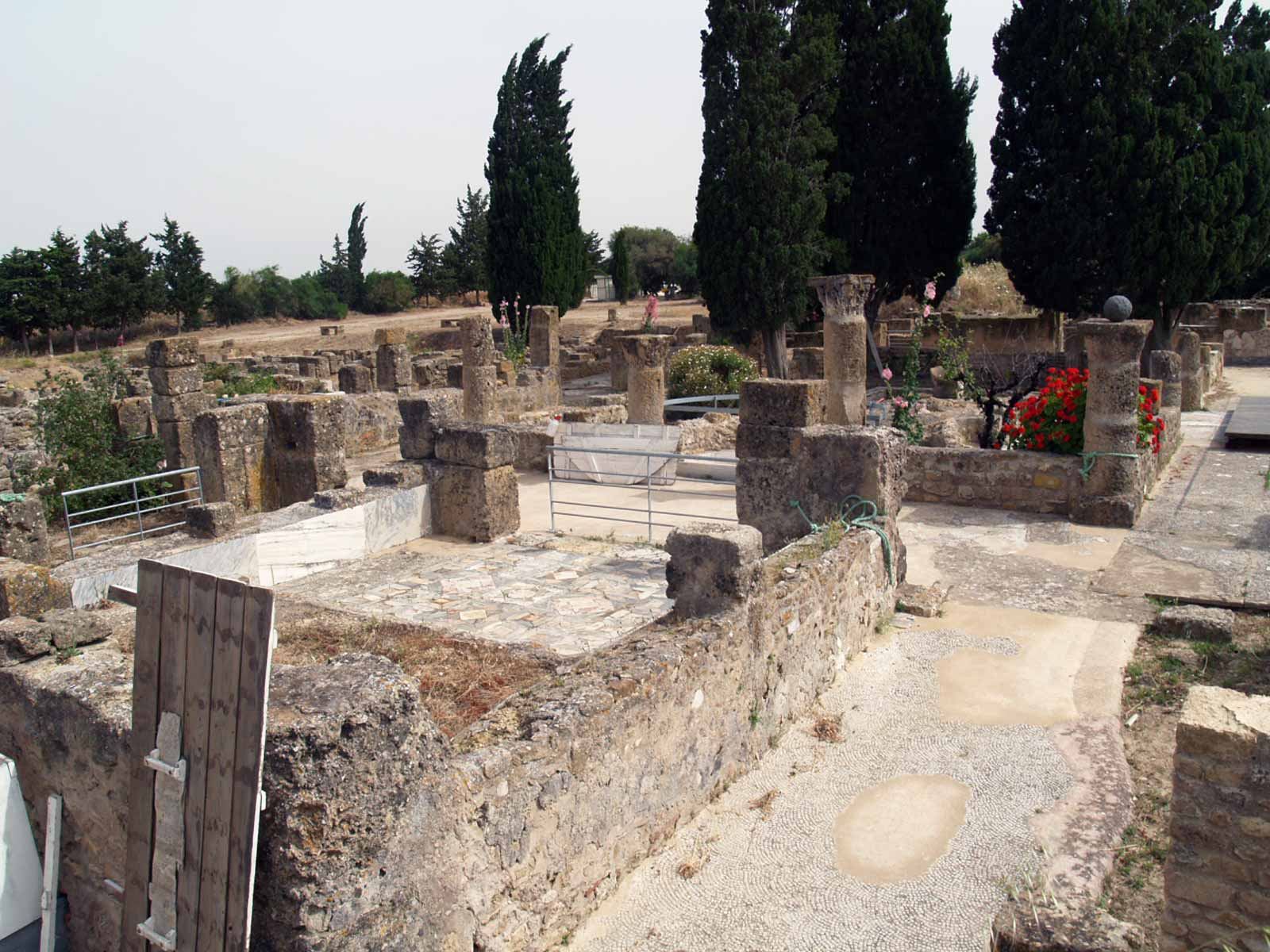
Excavacions
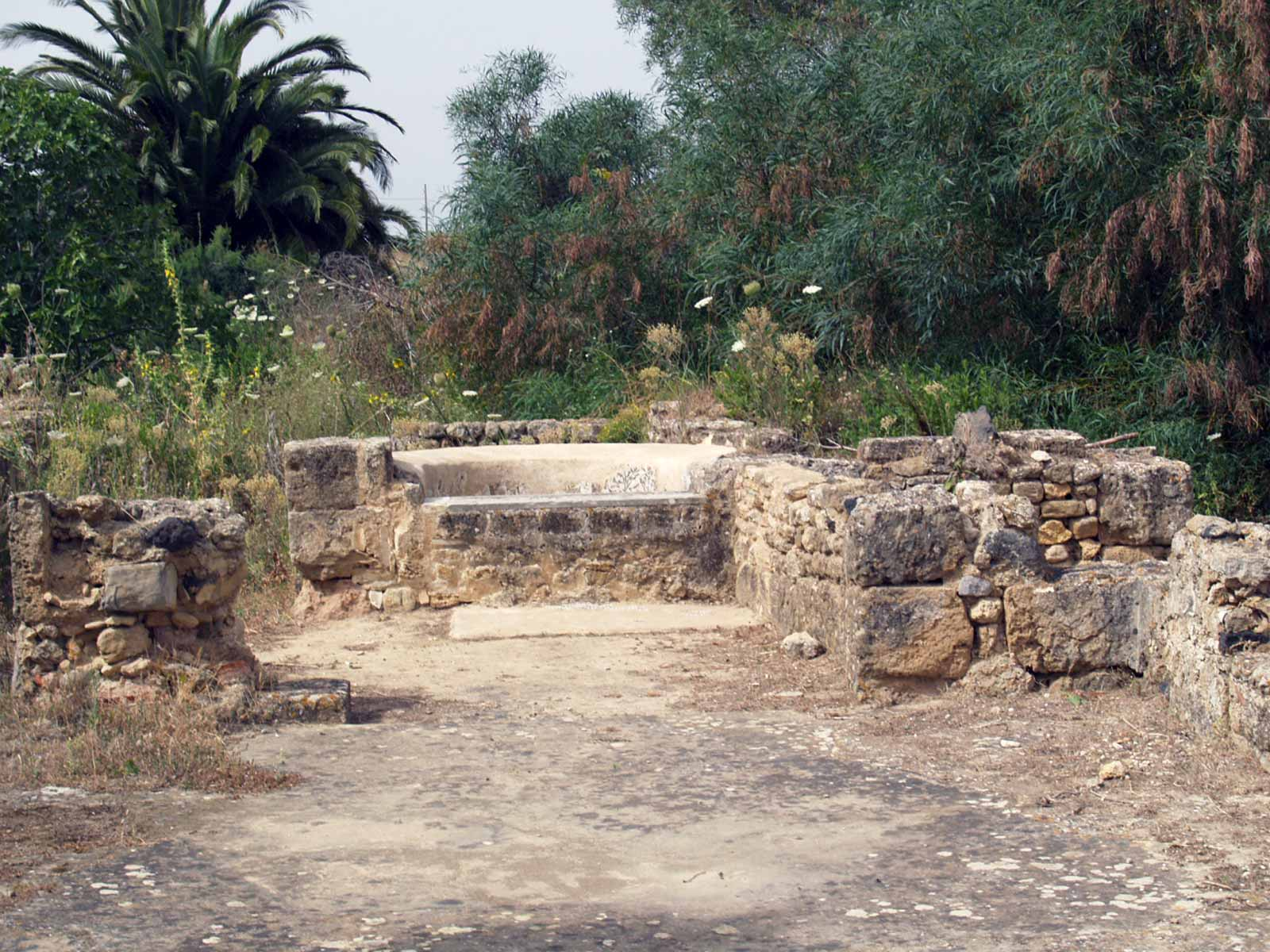
Restes
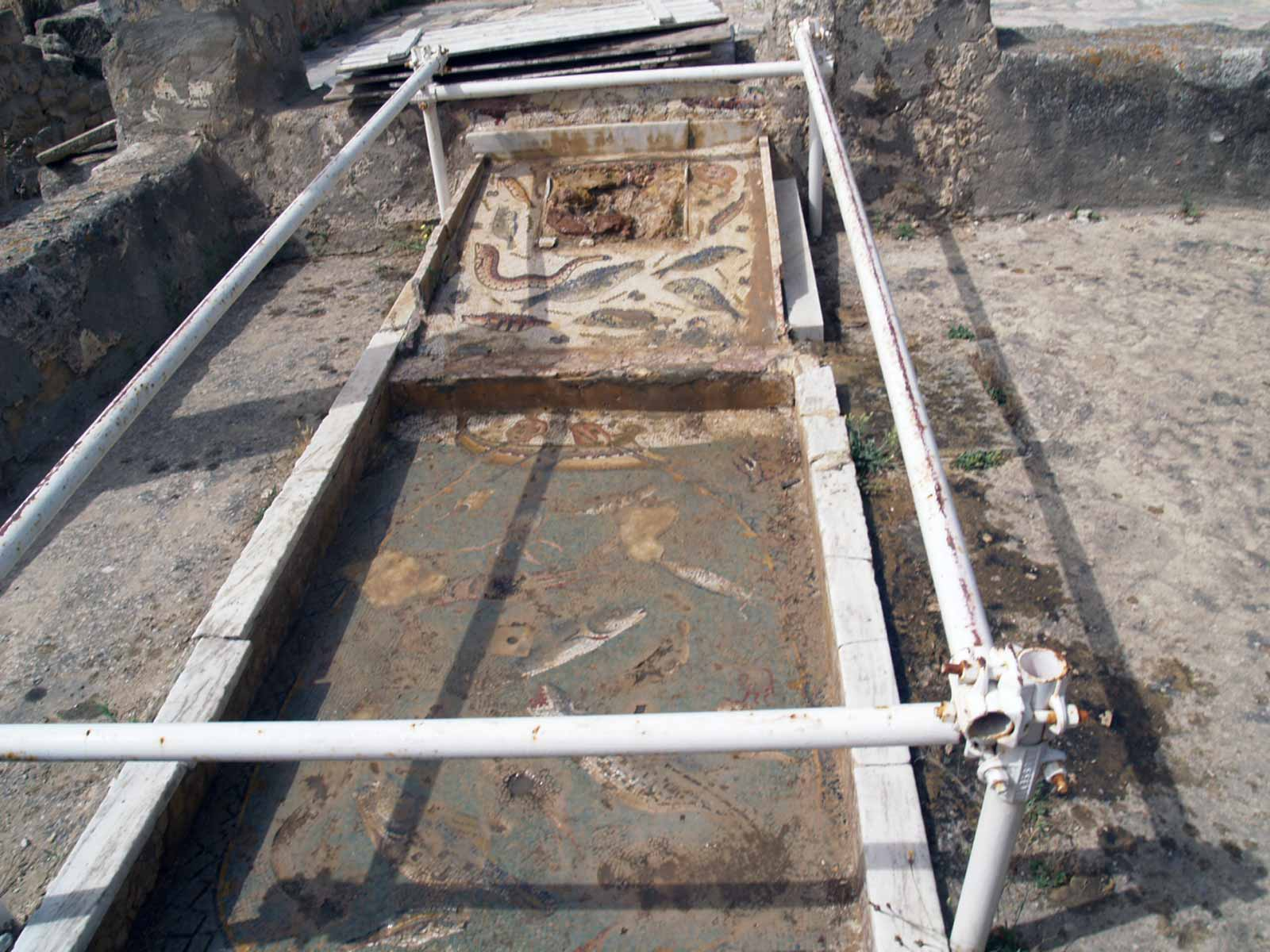
Bassa
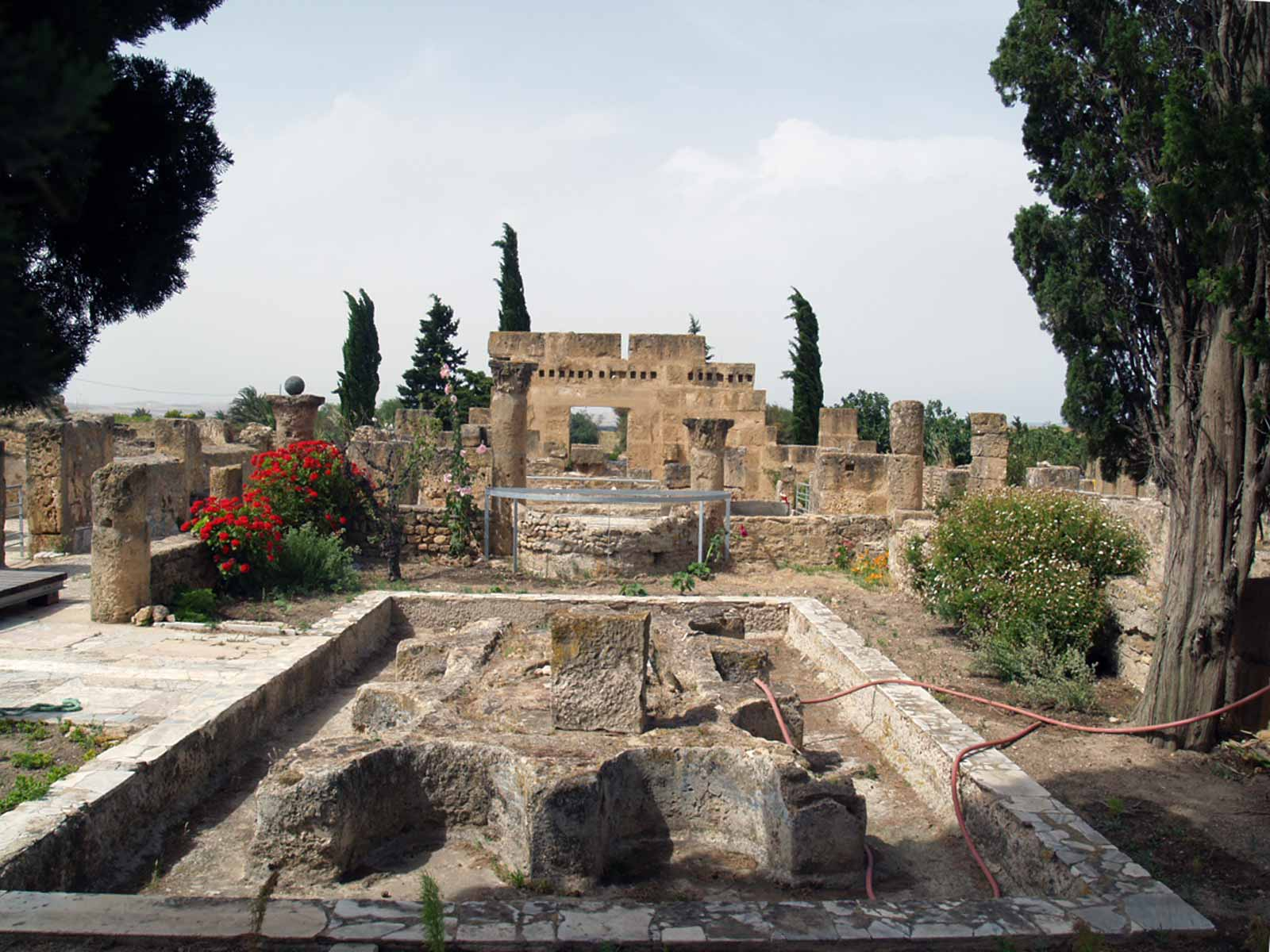
Font